# Blas Sorribas Bastarán
Blas Sorribas Bastarán (Monzón, provincia de Huesca, 1862 - Monzón, 6 de diciembre de 1935) ingeniero de caminos canales y puertos por la escuela de Madrid. Fue condecorado con la cruz de la Orden de Carlos III y con la gran cruz de la Orden de Isabel la Católica.

## Nacimiento, familia y dedicación
Nació en Monzón, provincia de Huesca. Sus padres Don Blas Sorribas Castillón y Dª Francisca Bastarán Bosque. Casado en 1889 con Dª Ángela Moreno Caudín, a la cual pierde en 1920, de cuyo matrimonio tuvo tres hijos; Blas, Antonio y Ángeles.
Se jubiló a los 69 años y falleció a los 73, en Monzón, en el N.º 4 de la calle que lleva su nombre, el 6 de diciembre de 1935.
Trabajó como ingeniero en la mayor parte de las carreteras de la zona pirenaica. Por su activa labor mereció de la Dirección General de Obras Públicas muchos reconocimientos y la concesión de la cruz de la Orden de Carlos III.
La labor que realizó Sorribas en la provincia de Huesca, primero como ingeniero subalterno y luego como jefe, queda expuesta al consignarse que en 1886 había en dicha provincia unos 500 km de carreteras en construcción y al cesar en su cargo el Sr Sorribas, en 1910, existían 1.300 km y varias obras en construcción.

## Educación
Escuelas Pías, de Zaragoza, donde hizo el Bachillerato con nota de sobresaliente; más tarde ingresó en la Escuela Superior de Ingenieros de Caminos Puertos y Canales de Madrid, terminando su carrera en junio de 1886.

## Carrera profesional
Empieza como funcionario en el Ministerio de Fomento y obras Públicas, siendo destinado a la provincia de Huesca, en la que prestó sus servicios hasta el año 1899, cuando pasó a Barcelona, a instancia suya, a la Segunda División de Ferrocarriles, y luego al Canal de Aragón y Cataluña.
En 1904 fue destinado a Huesca como Jefe interino de la provincia.
A principio de 1910 fue trasladado de la Jefatura de Huesca a la Dirección del Canal de Aragón y Cataluña. Ahí lleva a cabo varias obras y trabaja también en la construcción de la Central de Seira,  para pasar luego a la provincia de Gerona, de la que salió para ponerse al frente de la Jefatura de Obras Públicas de Barcelona.
Los notables trabajos de Sorribás, relativos a la sustitución del firme ordinario por pavimentos especiales en los tramos de carreteras de gran tránsito, le valieron el ser comisionado por el Gobierno para estudiar en Londres en 1922, los firmes asfálticos. El resultado fue la redacción de una “Memoria sobre procedimientos modernos para la pavimentación de la carreteras”.

## Obras proyectadas
- Puente sobre el río Gállego en Ardisa
- Puente Metálico sobre el Alcanadre en Villanueva de Sigena.
- Carretera de Albalate a Fonz, pasando por Monzón; 
- Carretera del kilómetro 8 (en la de Biescas a Panticosa, a Panticosa por el Molino y el Pueyo de Jaca).
- Puertos de Rosas, San Feliu de Guixols, Palamós y Blanes; los faros de Tosa de Mar y Puerto de la Selva, además de varias carreteras.
- Puentes de Mollet, San Pol de Mar, Moncada sobre Ripoll, el llamado del Gancho de Igualada, el del río Tordera en la población de este nombre, el de Mataró sobre la riera de Argentona, los de la Roca y Llinás sobre el Mogent.
Otro de los trabajos meritorios en Barcelona fue la presidencia y moderación del IV Congreso Internacional de Carreteras, celebrado en Barcelona en 1923 en que participaban EE. UU., Francia, Inglaterra, Checoslovaquia, Italia, Holanda.
- Construcción del Puerto de la Zona Franca de Barcelona. Para la redacción de éste se convocó en 1926 un concurso internacional de anteproyectos, realizándose el proyecto definitivo bajo la dirección de Blas Sorribas